# 諏訪川原停留場
諏訪川原停留場（日语：／ Suwa no Kawara teiryūjō */?）位於富山縣富山市諏訪川原1丁目·2丁目，是富山地方鐵道富山軌道線安野屋線的停留場。車站編號為C19。

## 車站構造
- 為相對式2面2線的地面車站，站房採用千鳥式配置。

## 車站周邊
- 諏訪神社
- 富山縣神社廳
- 富山銀行（日语：富山銀行）諏訪川原支店
- 富山大橋通郵局
- 松川（日语：松川 (富山市)）（日本櫻名所100選）
  - 舟橋（日语：舟橋 (富山市)）（架在松川上的一座橋）
- 富山縣道208号小竹諏訪川原線（日语：富山県道208号小竹諏訪川原線）

## 歷史
- 1952年（昭和27年）8月5日 - 開業[1]。
- 2017年（平成29年）11月24日 - 有汽車朝安野屋方向行駛，撞上停留場，導致停留場部分損毀[2]。

## 相鄰車站
富山地方鐵道
富山軌道線（安野屋線）
丸之內（C18）－諏訪川原（C19）－安野屋（C20）

## 脚注
1. ↑  富山地方鉄道（編）. . 富山地方鉄道. 1979: 176.
2. ↑  . チューリップテレビ. 2017-11-24  [2018-03-04]. （原始内容存档于2018-03-04）.

## 外部鏈接
- 富山地方鉄道株式会社